# Operation Barclay
Operation Barclay var en allieret vildledningsplan til støtte for invasionen af Sicilien, i 1943, under 2. verdenskrig.
Operationen var lavet for at forvirre aksemagternes militære kommandoer om stedet for det forventede allierede angreb over Middelhavet og aflede opmærksomheden og ressourcerne fra Sicilien. Operationen skulle få det til at ligne, at en invasion gennem Balkan var på vej med brug af falske troppebevægelser, radiotrafik, rekruttering af græske tolke, græske kort og Operation Mincemeat, hvor man ville skylle et officerlig i land i Spanien med falske planer. 
De allierede lavede en falsk hær, 12th Army, i det østlige Middelhav, som bestod af 12 fiktive divisioner. Hitler mente at de allierede ville invadere Europa gennem Balkan og Barclay skulle styrke den mulighed.
Vildledningen var en succes. Den tyske overkommando (Oberkommando der Wehrmacht – OKW), troede at der var mange flere allierede styrker i det østlige Middelhav, end det var tilfældet, og det troede de på, hvilket gjorde den efterfølgende vildledningsplan mere troværdig. Tyske styrke på Balkan blev forstærket fra 8 til 18 divisioner. Desuden træk italienerne deres flåde til Adriaterhavet, og dermed væk fra Sicilien. Operation Husky blev derfor en stor overraskelse for aksemagterne.

## Bøger
- Jon Latimer, Deception in War, London: John Murray, 2001